# らぶデス2 〜Realtime Lovers〜
『らぶデス2 〜Realtime Lovers〜』は、2007年8月31日にTEATIMEより発売されたアダルトゲームである。

## 概要
2次元CGを中心にした演出を行う作品が主流のアダルトゲームの中では少数派の、リアルタイム3次元CGを使用した作品である。ポリゴンでレンダリングされたキャラクターによる表情豊かなアニメーションで物語を演出している。
クリックのみでストーリーが進行する通常の会話モードの他に、リアルタイムの自由度を生かした機能として、目の前のヒロインにいたずらができる「おさわりモード」や、所構わずエッチができる「Unzip」コマンドなどを装備している。ただし、行動によってはバッドエンドに繋がる場合やその場でゲームオーバーになってしまう場合もある。
前作『らぶデス 〜Realtime Lovers〜』同様、快適にプレイするためには高性能のグラフィックスカードと十分なメモリを搭載したパソコンを要求するゲームとして名を馳せている。
シナリオスクリプトが普通のテキストファイルであったり、キャラクターや背景の3Dモデル・テクスチャが容易にデコード可能であった事などから、一部ユーザーの間でスクリプト改変やキャラクター改造が活発に行われ、それらの画像・動画の動画サイトなどへの投稿も多く見られた。
2008年11月28日に続編『らぶデス3』が発売された。

## あらすじ
死神である主人公サンゴ（10555）は元死神の奈々美が転生する際に行方がわからなくなってしまった「鎌」を捜索する任務を負って人間界に潜入していた。鎌を所持している男、黒田を見つけ出し倒すことに成功するが、鎌を回収することはできず、その場に居合わせた青年、加賀美満を事故によって死亡させてしまう。死神と言えど無関係の人間に危害を加える事は許されないため、サンゴは満に憑依し、彼の肉体の再生を行いながら鎌の捜索を続ける。本来の肉体を離れ、携帯電話の中に入っている満に代わって学園生活を送る中で、死神のサンゴに人間としての感情が芽生えていく。

## 登場人物

### メインキャラクター
サンゴ（10555）
死神界「Fifth」から鎌を捜索する任務を負って人間界に来た死神。外見は加賀美満と瓜二つ。武器は二挺拳銃。死神は本来感情を持たないが、重傷を負い助けを求める満に情を覚えたことを初めとして次第に人間の感情を理解するようになる。一人称は「オレ」。
加賀美 満（かがみ みつる）
香峰学園に通う学生。普通の人間には見えないはずのサンゴが見えてしまったために事故を起こし、瀕死の重傷を負ってしまった。死神のサンゴが彼の肉体に憑依したときに、近くにあった携帯電話に魂を移される。小勇座（死神の相棒）として、人間界の常識に疎いサンゴの行動に色々と口出しをするが、携帯電話の電源を切られると手も足も出ない。一人称は「ボク」。
なお死神に憑依された人間はその死神の容姿になってしまうが、偶然にもサンゴが満と瓜二つだったため、妹や幼馴染みにも露呈する事はなかった。
木野目 愛美（きのめ いつみ）
声優：草柳順子
身長：144 cm、体重：39 kg、スリーサイズ：B73-W54-H71、誕生日：9月27日
満の幼馴染み。満のことが大好きで、実はサンゴが憑依している満の態度の変化に戸惑いながらも世話を焼いてくれる。普段は甘えん坊で落ち着きがないところがあるが、弓道に取り組んでいるときは一転して真剣な表情を見せる。料理の腕は壊滅的で、味見もせずに満に手作りの弁当を食べさせては気絶させている。
潮崎 みなも（しおさき ―、10370）
声優：みる
身長：156 cm、体重：45 kg、スリーサイズ：B92-W56-H88
サンゴの監視を管理局（Psy＝サイ）から命じられ、人間界にやって来た死神。満の体に入ったサンゴを近くで監視するため、満の住むマンションに部屋を借り、学園に転校してくる。学園指定の制服は青だが、彼女は同じデザインで色が黒の制服を着ている。満との恋愛を楽しむ彼女は女の子らしい性格だが、死神としての任務には忠実で、標的に対して躊躇わず鎌を振り下ろす。
澄川 琴（すみかわ こと）
声優：かわしまりの
身長：157 cm、体重：44 kg、スリーサイズ：B93-W55-H85、誕生日：10月10日
学園の先輩で、執行委員会会長。裕福な家庭に育ち、厳しく教育されたため、常に規律を重んじ、他人に対してもそれを求める。加えて飛び級で最高学年に上がったこともあり、学園では友人も少ないが、満の妹、あゆみとは仲が良い。
柳瀬 奈々美（やなせ ななみ）
声優：北都南
身長：150 cm、スリーサイズ：B72-W53-H73
死神であった奈々美が、柳瀬裕樹の娘として転生した姿。転生の際に死神の鎌を奪われたことが原因で、時折体調を崩して倒れるようになってしまった。裕樹が経営する喫茶店「MARHO」の看板娘として忙しい日々を送っている。前作では内気な性格だったが、今作では気さくなお姉さんといったタイプになっている。
加賀美 あゆみ（かがみ ―）
声優：芹園みや
身長：143 cm、体重：37 kg、スリーサイズ：B70-W52-H73、誕生日：3月14日
満の妹だが、飛び級で既に上級生になっている利発な少女。本来は人懐っこい性格で愛美とも親友であり、満とも仲の良い兄弟だったらしいが、何故かサンゴの憑依した時点では冷たい態度を取り、同居していながら言葉を交わすことも少ない。しかし本心から嫌っているわけではなく、食事を作って置いておいてくれることもある。学園では同じく飛び級で最上級生になった琴とも仲が良く、執行委員会会長を務める彼女の補佐をしている。
よつば（10428）
声優：楠鈴音
身長：143 cm、体重：37 kg、スリーサイズ：B69-W50-H75
みなものサポート役として共に人間界にやって来た死神で、主に情報収集を担当する。口調は常に丁寧で、自分のことより「お姉さん」であるみなもの事を優先する。みなもと同じく、学園指定とは異なったピンクの制服を着ている。
攻略シナリオは用意されていないが、おさわりモードやUnzipによるエッチは可能。

### サブキャラクター
シン（10444）
鎌の回収と同時にサンゴが追っている死神。Fifthを去って人間界に留まり、死神の力を使い集団自殺事件を引き起こしている。
サンク（10309）
かつてサンゴの仲間だった死神。
柳瀬 裕樹（やなせ ひろき）
前作の主人公。前作のヒロインの一人・若宮真帆と結ばれたが先立たれ、今は娘として転生した奈々美と二人で喫茶店「MARHO」を経営している。
黒田
死神の鎌を奪った者としてサンゴが追っていた男。戦闘の末に追い詰め転生（死神界への送還）させるが、鎌を持っていたのは彼ではなかった。

## スタッフ
- シナリオ：TEATIME（監修）、卯月一葉、不二川“でぇすて”巴人
- キャラクターデザイン&モデリング：おんだ
- サウンド：加藤賢二
  - オープニングテーマ：「愛の神、魂狩る者 –for love and death–」
歌：NAKI、作詞・作曲・編曲：加藤賢二、ミキシング・マスタリング：田中“Teppei”邦明
  - エンディングテーマ：「生まれたての天使」
歌：NAKI、作詞・作曲・編曲：加藤賢二、ミキシング・マスタリング：田中“Teppei”邦明